# Alpheus hululensis
Alpheus hululensis is een garnalensoort uit de familie van de Alpheidae. De wetenschappelijke naam van de soort is voor het eerst geldig gepubliceerd in 1905 door Coutière.